# بريان مان
بريان مان (بالإسبانية: Bryan Man)‏ (8 ديسمبر 1983 بالأرجنتين - ) هو لاعب كرة قدم أرجنتيني في مركز الهجوم. لعب مع كيلمس ونادي بني يهودا تل أبيب ونادي مكابي تل أبيب وHapoel Ramat Gan Givatayim F.C. ‏ وHapoel Ra'anana A.F.C. ‏ وهبوعيل عسقلان ‏ وMaccabi HaShikma Ramat Hen F.C. ‏.

## وصلات خارجية
- بريان مان على موقع قاعدة بيانات كرة القدم.إي يو (الإنجليزية)